# Bisdom Sorsogon
Het bisdom Sorsogon (Latijn: Dioecesis Sorsogonensis) is een rooms-katholiek bisdom met als zetel Sorsogon City, op de Filipijnen. Het bisdom is suffragaan aan het aartsbisdom Caceres. 

## Geschiedenis
Het bisdom werd opgericht op 29 juni 1951, uit delen van het nieuw verheven aartsbisdom Caceres. Op 23 maart 1968 verloor het gebied bij de oprichting van het bisdom Masbate. 

## Parochies
Het bisdom had in 2022 een oppervlakte van 2.141 km2 en telde 828.655 inwoners waarvan 93,0% rooms-katholiek was.

## Bisschoppen
- Teopisto Valderrama Alberto (10 juli 1952 - 7 september 1959)
- Arnulfo Surtida Arcilla (7 september 1959 - 11 december 1979)
  - Concordio Maria Sarte (hulpbisschop: 30 augustus 1977 - 12 augustus 1980)
- Jesus Yu Varela (27 november 1980 - 16 april 2003)
- Arturo Mandin Bastes (16 april 2003 - 15 oktober 2019; coadjutor sinds 25 juli 2002)
- Jose Alan Verdejo Dialogo (15 oktober 2019 - heden)

## Galerij van afbeeldingen

Wapen van het bisdom

Caceres (aartsbisdom) · Daet · Legazpi · Libmanan · Masbate · Sorsogon · Virac